# Dielèctric low-k

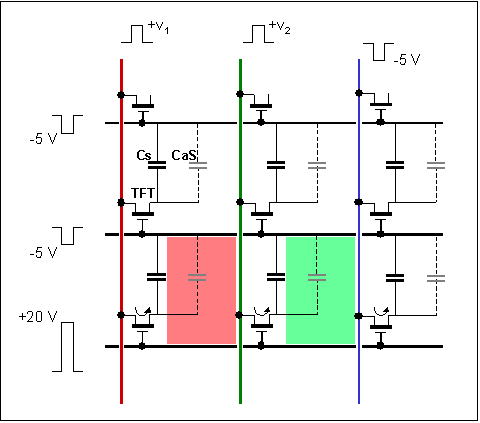
Fig.1 Capacitats paràsites

Dielèctric low-k (en anglès baixa k) fa referència a un material de constant dielèctrica o també permitivitat relativa (εr) de molt baix valor. Els materials dielèctrics amb baixa k s'empren en la fabricació de semiconductors on usualment remplacen el diòxid de silici (K=3,7-3,9) . Els materials dielèctrics low-k és una de les tecnologies que permeten de continuar la miniaturització dels components electrònics segons la llei de Moore.

## Necessitat
En circuits digitals, per a separar els transistors s'empren materials dielèctrics (per defecte molt aïllants) que impliquen una capacitat paràsita entre els components. Degut a la gran miniaturització, els transistors estan cada cop més units, la qual cosa fa augmentar la capacitat paràsita. Aquestes capasitats paràsites produeixen problemes d'interferències anomenades diafonia (crosstalk). Llavors, per a solventar el problema cal utilitzar materials amb baixa k :
{\displaystyle C=\epsilon _{o}k{\frac {A}{d}}}
si k baixa llavors la capacitat també baixarà.

## Materials low-k
- Derivats d'òxid: Diòxid de silici dopat amb flúor, Diòxid de silici dopat amb carboni, Diòxid de silici dopat amb hidrogen[3]
- Derivats orgànics: Poliimides, Polímers, Tefló

| Material                            | Constant Dielèctrica |
| ----------------------------------- | -------------------- |
| Diòxid de silici dopat amb flúor    | 3,3-3,9              |
| Diòxid de silici dopat amb carboni  | 2,8-3,5              |
| Diòxid de silici dopat amb hidrogen | 2,5-3,3              |
| Poliimides                          | 3-4                  |
| Polímers                            | 2,6-3,2              |
| Tefló                               | 1,9-2,1              |